# Arystarch (Stankiewicz)
Arystarch (biał. Арыстарх – Arystarch; ros. Аристарх – Aristarch; imię świeckie: białorus. Андрэй Еўдакімавіч Станкевич – Andrej Jeudakimawicz Stankiewicz; ros. Андрей Евдокимович Станкевич – Andriej Jewdokimowicz Stankiewicz; ur. 9 lipca 1941 w Osowieckiej Budzie, zm. 22 kwietnia 2012 tamże) – białoruski biskup prawosławny.

## Życiorys
Urodził się w rodzinie chłopskiej. W latach 1960–1963 odbywał zasadniczą służbę wojskową. W 1969 ukończył seminarium duchowne w Odessie i rozpoczął wyższe studia teologiczne w Moskiewskiej Akademii Duchownej. Jeszcze jako student, w 1970, złożył wieczyste śluby zakonne, przyjmując imię Arystarch. Następnie został wyświęcony na hierodiakona.  Od 1971 do 1977 był hipodiakonem patriarchy moskiewskiego i całej Rusi Pimena. W 1973 uzyskał tytuł kandydata nauk teologicznych, kończąc studia w Akademii. 5 września 1977 został wyświęcony na hieromnicha, zaś w roku następnym otrzymał godność archimandryty. Przebywał w ławrze Troicko-Siergijewskiej.
29 lipca 1990 miała miejsce jego chirotonia biskupia; otrzymał wówczas tytuł biskupa homelskiego i mozyrskiego. Od 1992, w związku ze zmianą granic eparchii, tytuł uległ zmianie na homelski i żłobiński. W 2000 podniesiony do godności arcybiskupiej.
Zmarł nagle w 2012 na zawał serca w rodzinnym domu w Budzie Osowieckiej. Został pochowany w monasterze św. Mikołaja w Homlu.